# Прапор Оверні
Прапор Оверні — прапор регіону у центрі Франції.